# Muricella ramosa
Muricella ramosa is een zachte koraalsoort uit de familie Acanthogorgiidae. De koraalsoort komt uit het geslacht Muricella. Muricella ramosa werd in 1905 voor het eerst wetenschappelijk beschreven door Thomson & Henderson. 